# Opistorquiasis
La opistorquiosis o enfermedad por el tremátodo del hígado del gato, es una parasitosis provocada por los trematodos Opisthorchis viverrini u Opisthorchis felineus.

## Epidemiología
La opistorquiasis es una infección relativamente común en gatos, perros, zorros, cerdos y otros animales que se alimenten de peces. Estos animales (y el hombre) son los reservorios naturales del parásito. Se presentan en amplias áreas geográficas desde Europa del este hasta el Asia central y Siberia.
El ciclo de transmisión comienza con los gusanos adultos que habitan la vía biliar de los reservorios, y ponen huevos que salen al ambiente por las heces.  Cuando alcanzan el agua, los huevos se desarrollan en miracidios, que son ingeridos por varias especies de caracoles acuáticos, donde los parásitos se convierten en larvas y se reproducen asexuadamente, produciendo numerosas cercarias.  Estas cercarias abandonan los caracoles y se desplazan por el agua hasta que se introducen bajo las escamas de peces de especies parecidos a la carpa, lugar donde se enquistan en el tejido subcutáneo con la forma de metacercarias.  Cuando un carnívoro se come el pescado crudo, las metacercarias enquistadas viajan hasta el intestino donde se desenquistan y los gusanos jóvenes migran a los conductos biliares, completándose de esta manera el ciclo.
- Datos: Q1048084